# Nergis Öztürk
Nergis Öztürk (Kandıra, Kocaeli tartomány, Törökország, 1980. május 25. –) török színésznő.

## Biográfia
Nergis Öztürk apja villanyszerelő, anyja tanár volt.
Az Ankarai Egyetem Nyelv és Történelem-Földrajz szakán drámai tagozaton végzett, később a Bahçeşehir Egyetemen mester fokozatot szerzett.
2009-ben főszerepet kapott az Kıskanmak c. filmben (rendezte: Zeki Demirkubuz), és az alakításáért elnyerte a 46. Antalyai Filmfesztivál Arany Narancs-díjat a „legjobb színésznő” kategóriában.

## Filmográfia
| alkotás                          | szerep    | év   | rendezte        |
| -------------------------------- | --------- | ---- | --------------- |
| Hacivat Karagöz Neden Öldürüldü? |           | 2005 | Ezel Akay       |
| Barda                            | Sevgi     | 2006 | Serdar Akar     |
| Kıskanmak                        | Seniha    | 2009 | Zeki Demirkubuz |
| Atlıkarınca                      | Sevil     | 2010 | İlksen Başarır  |
| Gişe Memuru                      | Nurgül    | 2011 | Tolga Karaçelik |
| Yeraltı                          | Fahişe    | 2012 | Zeki Demirkubuz |
| Eve Dönüş: Sarıkamış 1915        | Gül Hanım | 2012 | Alphan Eşeli    |

| alkotás         | évad      | szerep       | megjegyzés |
| --------------- | --------- | ------------ | ---------- |
| Körfez Ateşi    | 2005      |              |            |
| Kızlar Yurdu    | 2006      | Yasemin      |            |
| Karayılan       | 2007      | Sona         |            |
| Hatırla Sevgili | 2006–2007 | Ayla         |            |
| Doktorlar       | 2010      | Direnç Kurt  |            |
| Böyle Bitmesin  | 2012      | Nisa Komiser |            |

## Fordítás
- Ez a szócikk részben vagy egészben  a   Nergis Öztürk című török Wikipédia-szócikk fordításán alapul.  Az eredeti cikk szerkesztőit annak laptörténete sorolja fel. Ez a jelzés csupán a megfogalmazás eredetét és a szerzői jogokat jelzi, nem szolgál a cikkben szereplő információk forrásmegjelöléseként.